# Зайц, Адальберт

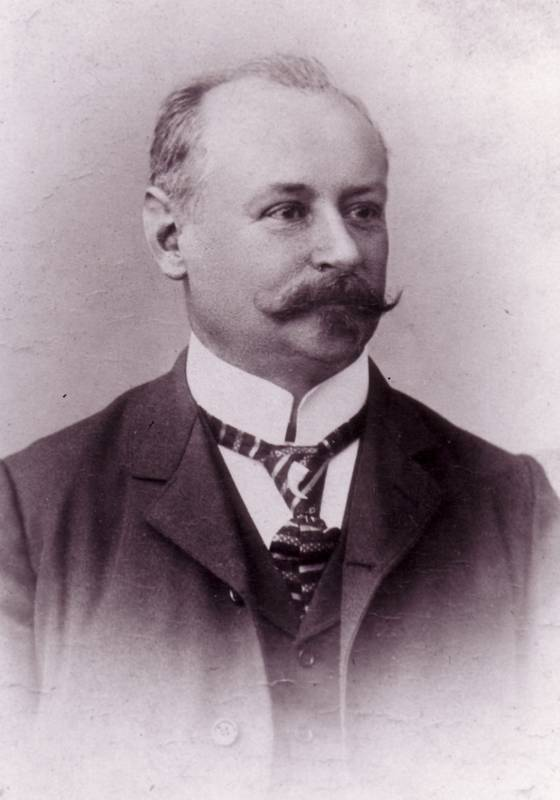
Адальберт Зайц

Адальберт Зайц (1860, Майнц — 1938, Дармштадт) — немецкий энтомолог-лепидоптеролог.
На заре своей карьеры изучал бабочек в Бразилии, затем был директором Франкфуртского зоопарка. Наиболее известен многотомным трудом Die Gross-Schmetterlinge der Erde, тома которого, посвященные бабочкам мира, продолжали выходить до 1954 года, уже после смерти учёного. В публикации участвовали и другие лепидоптерологи. Её целью было описать всех известных науке бабочек, что оказалось малореальным.